# Stagmatoptera biocellata
Stagmatoptera biocellata är en bönsyrseart som beskrevs av Henri Saussure 1869. Stagmatoptera biocellata ingår i släktet Stagmatoptera och familjen Mantidae. Inga underarter finns listade i Catalogue of Life.